# ليف سيلفستر بيترسن
ليف سيلفستر بيترسن (بالدنماركية: Leif Sylvester Petersen)‏ هو رسام ومغني وممثل دنماركي، ولد في 18 أبريل 1940.

## وصلات خارجية
- ليف سيلفستر بيترسن على موقع IMDb (الإنجليزية)
- ليف سيلفستر بيترسن على موقع ألو سيني (الفرنسية)
- ليف سيلفستر بيترسن على موقع ميوزك برينز (الإنجليزية)
- ليف سيلفستر بيترسن على موقع أول موفي (الإنجليزية)
- ليف سيلفستر بيترسن على موقع قاعدة بيانات الأفلام السويدية (السويدية)
- ليف سيلفستر بيترسن على موقع ديسكوغز (الإنجليزية)
- ليف سيلفستر بيترسن على موقع قاعدة بيانات الفيلم (الإنجليزية)
- ليف سيلفستر بيترسن على موقع كينوبويسك (الروسية)